# شویرفلد
شویرفلد (به آلمانی: Scheuerfeld) یک شهر در آلمان است که در راینلاند-فالتس واقع شده‌است.

## خصوصیات
شویرفلد ۲٬۱۱۲ نفر جمعیت دارد.